# Церковь Марии, Царицы Небесной (Люденшайд)
Церковь Марии, Царицы Небесной (нем. Maria Königin) — католическая церковь в городе Люденшайд, построенная в 1957 году и рассчитанная на 120—160 прихожан. Располагается по адресу улица Graf-von-Galen-Straße, дом 23; являлась приходской до 2006 года.

## История и описание
Церковь Марии, Царицы Небесной в Люденшайде была освящена будущим первым епископом Эссенской епархии Францем Хенгсбахом 7 декабря 1957 года как приходская: сегодня она относится епархии Эссена, хотя первые 24 дня своего существования — до 1 января 1958 — относилась к архиепархии Падерборна. Данная церковь является второй старейшей католической церковью в центре города: до 2005 года ей были подчинены четыре церкви, три из которых были закрыты во время реформы местной католической общины; сохранилась только церковь Святого Хедвига. С 2006 года церковь Марии утратила статус приходской, поскольку 1 октября её приход был объединен с другими католическими приходами города (см. Церковь Святых Иосифа и Медарда).
Белое оштукатуренное здание храма было построено также в 1957 году как однонефная церковь, дополненная часовней Святой Марии. При подсчете посетителей церкви, проводящимся обычно четыре раза в год, считается, что зал рассчитан на 120—160 прихожан. В праздничные дни — Рождество, Пасха и другие — в храме регулярно устанавливают дополнительные скамьи, что позволяет разместить 300—400 человек. Витражи храма были созданы по эскизам Герберта Бинхауза. Квадратная в поперечном сечении колокольня церкви имеет высоту около 50 метров, но не имеет колоколов — так произошло потому, что архитектор, учтя вес колоколов, не учел нагрузку, возникающую при их звоне. Четырёхэтажный приходской дом был отремонтирован и перестроен в период с 2010 по 2011 год; при церкви действует детский сад, рассчитанный на 65 детей от 2 лет.